# Ансеров, Павел Александрович
Павел Александрович Ансеров (?—1883) —  священник и законоучитель при мещанских училищах в городе Москве.

## Биография
Об его детстве информации практически не сохранилось, да и прочие биографические сведения о нём очень скудны и отрывочны; известно лишь, что окончив курс в Московской духовной семинарии в 1846 году, Павел Ансеров, как один из лучших воспитанников, предназначался для продолжения богословского образования в Московской духовной академии, но, по просьбе отца, бедного сельского священника, отказался от этого предложения.
Рукоположённый во священники, Ансеров 35 лет своей остальной жизни посвятил на проповедование Слова Божия и воспитание молодого поколения. Его проповеди, проникнутые глубокою силою христианского чувства и убеждения, обратили внимание митрополита Филарета, который, на просьбу старшин купеческого общества — указать им достойного пастыря для служения при церкви основанных этим обществом мещанских училищах, сказал про Ансерова, что он «достойнейший» для этой должности.
В мещанских училищах Ансеров преподавал и был настоятелем церкви при них более 20 лет. Устроенные им в Александро-Мариинском училище духовные беседы привлекали множество слушателей. Кроме того, он законоучительствовал в Мариинском Ризположенском училище.
П. А. Ансерову принадлежат следующие труды: «Объяснение божественной литургии» (Москва, 1876 и 1887); «Объяснение воскресного всенощного бдения с указанием особенностей бдения праздничного» (Москва, 1887); «Учение о Богослужении православной церкви в вопросах и ответах», четыре выпуска (М., 1874—1875); первый выпуск в 1886 году вышел третьим изданием.
Умер 12 (24) июля 1883 года. Похоронен на кладбище Донского монастыря.